# Икария (фильм)
«Икария» — предстоящий драматический фильм режиссёра Явора Гырдева.

## Сюжет
2027 год. Научный прогресс впервые в истории совершает прорыв в области генетики и трансплантологии, обещая людям бессмертие. Участники этого эксперимента оказываются втянутыми в смертельную авантюру-телеигру.

## В ролях
- Игорь Миркурбанов — Казимир
- Риналь Мухаметов — Скип
- Александра Ревенко — Злата
- Стася Милославская — ребёнок
- Никита Тарасов — главный нейрохирург
- Сергей Чонишвили — курильщик
- Филипп Авдеев — работник вытрезвителя
- Иван Янковский — Антон
- Маруся Фомина — София
- Ольга Цирсен — Аглая
- Пётр Скворцов — Вадим
- Александр Горчилин — Филипп
- Харальд Розенстрём — Арамис
- Александр Новин — Денис
- Полина Сидихина — Рената
- Александра Виноградова — Кира
- Владимир Дыховичный — Хиппо
- Артём Маркарьян — док
- Дарья Авратинская — Мила
- Элеонора Шлянда — Ира
- Мирослав Душенко — Андрей
- Роман Колотухин — Борис
- Полина Северная — медсестра

## Производство
Съёмки фильма закончились в августе 2016 года, но его премьера переносилась несколько раз: в 2017 году, затем в 2018 и в 2019, однако в широкий прокат фильм так и не вышел и был окончательно убран из списка премьер в мае 2020 года.